# 纖齒鱸
纖齒鱸'，又稱白邊纖齒鱸、橫線鱠俗名為黑皮郭魚，為輻鰭魚綱鱸形目鱸亞目鮨科的其中一個種。

## 分布
本魚分布於印度太平洋區，包括東非、法屬波里尼西亞、日本南部、澳洲大堡礁等海域皆有其蹤跡。

## 深度
水深10至40公尺。

## 特徵
本魚體長橢圓形，側扁而粗壯，頭背部斜直；眶間區微凸且寬。眼小，短於吻長。口大；上下頜前端具小犬齒，兩側齒細尖；腭骨具齒。前鰓蓋骨後緣微具鋸齒，下緣光滑。鰓蓋骨後緣具3扁棘。體被細小櫛鱗；側線鱗孔數63至76枚；縱列鱗數124至150枚。背鰭具硬棘9枚，軟條14至16枚；臀鰭硬棘3枚，軟條9至10枚；腹鰭腹位，末端延伸不及肛門開口；胸鰭圓形，中央之鰭條長於上下方之鰭條，且長於腹鰭，但短於後眼眶長；尾鰭截形或微內凹。體色為暗綠褐色，體側大約有14條青色之橫帶。幼魚體呈赤褐色。尾鰭不分叉而後緣截平。體長可達40公分。

## 生態
本魚主要棲息於外礁斜坡區及深水域的水道。游泳能力強，通常獨游，偶會聚集成一小群。以其他魚類及甲殼類為食物。

## 經濟利用
食用魚，為作生魚片之極佳品，肉質富彈性。